# تجمعات محافظة دير الزور السكانية
محافظة دير الزور سابع محافظات سوريا من حيث عدد السكان بتعداد قدره (1,623,000) نسمة يشكلون ما نسبته 6.8% من إجمالي تعداد سكان سوريا،
تعد مدينة دير الزور أكبر تجمّع سكانيّ في المحافظة بتعداد قدره (500000) نسمة، تليها مدن: الميادين بتعداد قدره (44,028) نسمة والبوكمال بتعداد قدره (42,510) نسمة وهجين بتعداد قدره (37,935) نسمة والقورية بتعداد قدره (28,172) نسمة
، بلغ تعداد التجمّعات السكانيّة في محافظة دير الزور العام 2004 أكثر من 130 تجمّع سكنيّ ما بين مدينة وبلدة وبلديّة وحي وقرية ومزرعة..

## تجمعات محافظة دير الزور السكانية

### منطقة دير الزور
- ناحية مركز دير الزور: عضمان، عياش، البغيلية، دير الزور، الجفرة، الجيعة، الجنينة، جولة الغر، كبا جب، المعيشية، معيزيلة، شقرة، سفيرة فوقاني.
- ناحية كسرة: أبو خشب، العلي، الهرموشية، حوايج بومصعة، حوايج ذياب، جزرة البوحميد، جزرة ميلاج، جروان (أبو الهبال)، الكسرة، سفيرة تحتاني، محيميدة، الصعوة، الشاطئ، زغير.
- ناحية البصيرة: برشم، بريهة، البصيرة، ضمان، الحجنة، حطين، الحلوة، الكسار، ماشخ، الصبحة، الشحيل، السكر، طيب الفال، التوامية، الرز.
- ناحية موحسن: العبد، المريعية، موحسن، قطعة البوليل، طابية شامية، الطوب.
- ناحية التبني: البويطية، العنبة، حوايج ذياب شامية، الخريطة، المسرب، معدان عتيق، القصبي، الشميطية، التبني، الطريف، زغير شامية.
- ناحية خشام: الدحلة، جديد عكيدات، جديدة بكارة، خشام، مظلوم، مراط، السعدوني، طابية.
- ناحية صور: أبو النيتل، بسيتين، غريبة شرقية، الحريجي، الحريجية، الحصين، الجاسمي، جرية، معيجيل، المويلح، النملية، ربيضة، رويشد، صور، غريبة.

### منطقة البوكمال
- ناحية مركز البوكمال: البوكمال، الغبرة، حسرات، الهري، الحرية، معيزيلة، الرمادي، السيال، السويعية.
- ناحية هجين: أبو حمام، غرانيج، هجين، الكشكية.
- ناحية الجلاء: العباس، الجلاء، القطعة، الصبخة، الصالحية، الطوطحية.
- ناحية سوسة: البوبدران، المراشدة، الشعفة، سوسة، الباغوز فوقاني.

### منطقة الميادين
- ناحية مركز الميادين: الميادين، بقرص تحتاني، حاوي بقرص تحتاني، محكان، سعلو، الطيبة، بقرص فوقاني، الزباري.
- ناحية ذيبان: أبو حردوب، درنج، الجرذي الشرقي، الحوايج، حاوي ذيبان، الكرامة، الرغيب، سويدان جزيرة، الطيانة، ذيبان.
- ناحية العشارة: العشارة، دبلان، الدوير، غريبة، القورية، صبيخان، تشرين.

## وصلات خارجية
- وزارة الإدارة المحليّة السوريّة
- المركز الإحصائي السوري